# Petrus Canisius College
Het Petrus Canisius College (PCC) is een Nederlandse katholieke scholengemeenschap met in totaal vijf vestigingen, waarvan drie in Alkmaar, één in Heiloo en één in Bergen. Er wordt lesgegeven van vmbo tot en met gymnasium.
Niet op elke vestiging kunnen alle opleidingen gevolgd worden. PCC Het Lyceum (Blekerskade, Alkmaar) is een van de eerste scholen in Nederland met de mogelijkheid om vwo extra te doen. Het Lyceum is daarnaast een van de vijfendertig scholen in Nederland waar leerlingen de mogelijkheid hebben om Chinese taal en cultuur te volgen.
Het Petrus Canisius College heeft ongeveer 2700 leerlingen, afkomstig uit de wijde omgeving van Alkmaar.
Het schoolgebouw aan de Blekerskade in Alkmaar is een gemeentelijk monument, dat in 1929 is gebouwd. In de hal is een plaquette aangebracht ter nagedachtenis aan enkele slachtoffers uit de Tweede Wereldoorlog, waaronder de Alkmaarse verzetsstrijder Fritz Conijn. Het houten beeld van Petrus Canisius, dat in 1958 bij de ingang werd geplaatst, is gehakt door beeldhouwer René van Seumeren.